# Blastomer
Blastomer (gr. blastos ‘kiełek’, ‘zarodek’; merizo ‘dzielę’) – każda komórka potomna blastuli powstała na skutek podziałów mitotycznych zygoty podczas stadium bruzdkowania. Zygota dzieli się najpierw na dwa blastomery, a potem te dwie komórki dzielą się mitotycznie i powstają cztery komórki, które dzielą się następnie poprzecznie do poprzednich podziałów na 8 komórek, potem na 16, 32 i tak dalej, aż powstaje morula.